# Jan Baptist Monteyne
Jan Baptist Monteyne ou J.B. Monteyne (actif vers 1717–1718) est un peintre flamand du XVIIIe siècle. Il est principalement connu pour ses scènes de genre et ses paysages.

## Biographie
On sait très peu de choses sur l'artiste. Il devient maître de la guilde de Saint-Luc d'Anvers dans l'année 1717-1718. Aucune autre information précise sur l'artiste n'est documentée.

## Œuvre

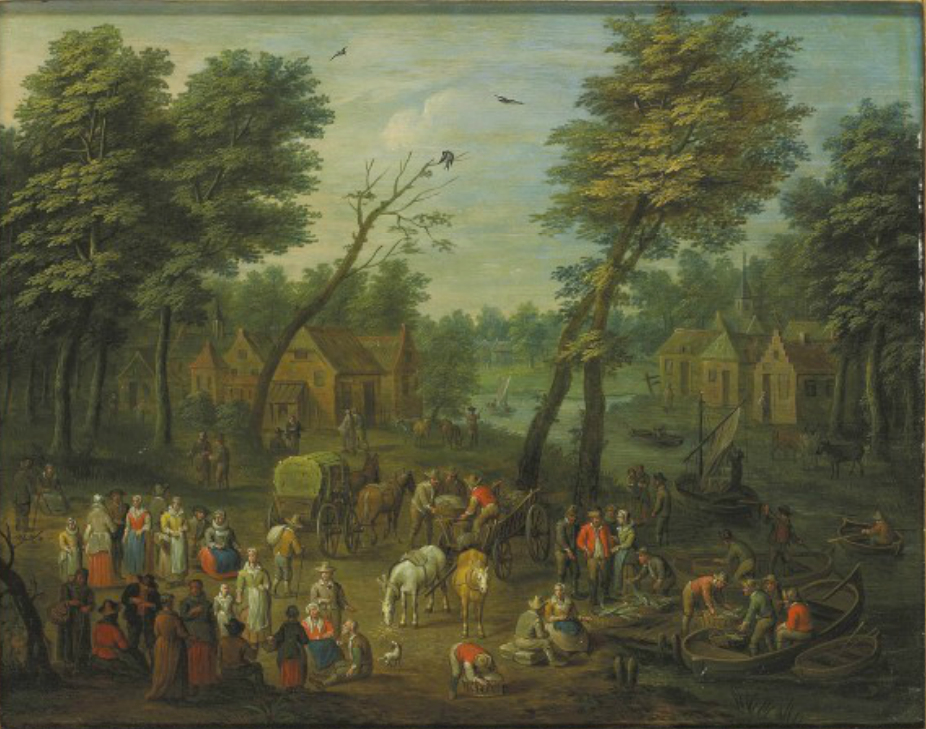
Paysage rural avec une foule de paysans et de pêcheurs

L'œuvre connue de Jan Baptist Monteyne est limitée. L'artiste se spécialisait dans les scènes de genre et les paysages.
Ses scènes de genre sont principalement des scènes de village avec beaucoup de figures et des conversation pieces. Ses compositions sont influencées par la peinture de genre flamande antérieure, comme les œuvres de David Teniers le Jeune, alors que ses paysages sont inspirés par les paysages fluviaux de Jan Brueghel l'Ancien. Un exemple est la composition Paysage rural avec une foule de paysans et de pêcheurs (Christie's le 9 décembre 2011, London, lot 286), qui est clairement basée sur le style de Jan Brueghel l'Ancien sans pourtant avoir l'air d'avoir un prototype direct dans l'œuvre de Brueghel.
Des recherches récentes ont attribué à Monteyne une série de peintures qui avaient été précédemment attribuées à un autre peintre de genre flamand de son temps, Peter Angelis.